# North American Soccer League 2014
Navigation
Édition précédente Édition suivante
La North American Soccer League 2014 est la 47e saison de la deuxième division de soccer aux États-Unis et la quatrième saison de la renaissante North American Soccer League. Dix équipes participent à ce championnat professionnel dont deux du Canada, à la suite de l'entrée dans la ligue d'Ottawa Fury et d'Indy Eleven.

## Personnel et sponsors
| Équipe                   | Entraîneur              | Capitaine          | Sponsor maillot                           |
| ------------------------ | ----------------------- | ------------------ | ----------------------------------------- |
| Atlanta Silverbacks      | Eric Wynalda            | Mike Randolph (en) | People HRO                                |
| Carolina RailHawks       | Colin Clarke            |                    | BCBS of NC                                |
| FC Edmonton              | Colin Miller            | Albert Watson      | Fath Groups                               |
| Fort Lauderdale Strikers | Günter Kronsteiner (en) | Iván Guerrero      |                                           |
| Indy Eleven              | Juergen Sommer          |                    | Honda                                     |
| Minnesota United         | Manny Lagos             |                    | Atomic Data                               |
| New York Cosmos          | Giovanni Savarese       | Carlos Mendes      | Emirates                                  |
| Ottawa Fury              | Marc Dos Santos         | Richie Ryan        | Heart and Crown                           |
| San Antonio Scorpions    | Alen Marcina (en)       |                    | Toyota                                    |
| Tampa Bay Rowdies        | Ricky Hill (en)         |                    | Seminole Hard Rock Hotel and Casino Tampa |

## Carte
| Silverbacks RailHawks Edmonton Strikers United Cosmos Scorpions Rowdies Fury Indy |

| - Atlanta Silverbacks - Carolina RailHawks - FC Edmonton - Fort Lauderdale Strikers - Indy Eleven - Minnesota United - New York Cosmos - Ottawa Fury - San Antonio Scorpions - Tampa Bay Rowdies |

## Championnat printanier
La saison printanière s'étend sur neuf journées, du 12 avril au 8 juin. Le calendrier prévoit un affrontement unique chaque équipe. Ainsi, la moitié des équipes reçoivent à cinq reprises et se déplacent quatre fois tandis que l'autre moitié accueille quatre fois et se déplace à cinq reprises. Le champion de la saison printanière se qualifie automatiquement pour les séries éliminatoires en fin de saison.

### Classement
| Rang | Équipe                   | Pts | J | G | N | P | Bp | Bc | Diff |
| ---- | ------------------------ | --- | - | - | - | - | -- | -- | ---- |
| 1    | Minnesota United         | 20  | 9 | 6 | 2 | 1 | 16 | 9  | +7   |
| 2    | New York Cosmos T        | 19  | 9 | 6 | 1 | 2 | 14 | 3  | +11  |
| 3    | San Antonio Scorpions    | 17  | 9 | 5 | 2 | 2 | 13 | 9  | +4   |
| 4    | Carolina RailHawks       | 14  | 9 | 4 | 2 | 3 | 11 | 15 | -4   |
| 5    | Fort Lauderdale Strikers | 13  | 9 | 4 | 1 | 4 | 18 | 18 | 0    |
| 6    | Ottawa Fury              | 10  | 9 | 3 | 1 | 5 | 14 | 13 | +1   |
| 7    | Tampa Bay Rowdies        | 10  | 9 | 2 | 4 | 3 | 11 | 16 | -5   |
| 8    | Atlanta Silverbacks      | 10  | 9 | 3 | 1 | 5 | 12 | 20 | -8   |
| 9    | FC Edmonton              | 8   | 9 | 2 | 2 | 5 | 11 | 11 | 0    |
| 10   | Indy Eleven              | 4   | 9 | 0 | 4 | 5 | 14 | 20 | -6   |

### Résultats
| Résultats (▼dom., ►ext.)                                   | ATL | CAR | EDM | FTL | IND | MIN | NYC | OTT | SAS | TBR |
| Atlanta Silverbacks                                        |     |     |     |     | 3-3 | 1-2 |     | 2-1 | 1-2 |     |
| Carolina Railhawks                                         | 2-0 |     |     | 4-1 |     |     | 1-0 |     |     | 2-0 |
| FC Edmonton                                                | 1-2 | 6-1 |     | 1-3 |     |     | 0-1 |     |     |     |
| Fort Lauderdale Strikers                                   | 4-0 |     |     |     | 3-2 |     | 0-3 | 2-0 |     |     |
| Indy Eleven                                                |     | 1-1 | 1-2 |     |     |     |     | 2-4 | 1-2 | 1-1 |
| Minnesota United                                           |     | 0-0 | 1-0 | 3-1 | 3-2 |     |     |     |     |     |
| New York Cosmos                                            | 4-0 |     |     |     | 1-1 | 1-0 |     | 1-0 | 0-1 |     |
| Ottawa Fury                                                |     | 4-0 | 1-0 |     |     | 1-2 |     |     | 2-3 | 1-1 |
| San Antonio Scorpions                                      |     | 3-0 | 0-0 | 2-2 |     | 0-2 |     |     |     | 0-1 |
| Tampa Bay Rowdies                                          | 1-3 |     | 1-1 | 3-2 |     | 3-3 | 0-3 |     |     |     |
| - Victoire à domicile - Match nul - Victoire à l'extérieur |     |     |     |     |     |     |     |     |     |     |

## Championnat d'automne
La saison d'automne commence après la pause liée à la Coupe du monde 2014 au Brésil, le 12 juillet et se termine le 2 novembre avec chaque équipe affrontant les autres à deux reprises, une fois à domicile et une fois à l'extérieur. Le champion d'automne se qualifie automatiquement pour les séries éliminatoires.

### Classement
| Rang | Équipe                   | Pts | J  | G  | N | P  | Bp | Bc | Diff |
| ---- | ------------------------ | --- | -- | -- | - | -- | -- | -- | ---- |
| 1    | San Antonio Scorpions    | 35  | 18 | 11 | 2 | 5  | 30 | 15 | +15  |
| 2    | Minnesota United         | 35  | 18 | 10 | 5 | 3  | 31 | 19 | +12  |
| 3    | FC Edmonton              | 29  | 18 | 8  | 5 | 5  | 23 | 18 | +5   |
| 4    | Fort Lauderdale Strikers | 27  | 18 | 7  | 6 | 5  | 20 | 21 | -1   |
| 5    | Carolina RailHawks       | 24  | 18 | 7  | 3 | 8  | 27 | 28 | -1   |
| 6    | New York Cosmos          | 23  | 18 | 5  | 8 | 5  | 23 | 24 | -1   |
| 7    | Indy Eleven              | 23  | 18 | 6  | 5 | 7  | 21 | 26 | -5   |
| 8    | Tampa Bay Rowdies        | 20  | 18 | 5  | 5 | 8  | 25 | 34 | -9   |
| 9    | Ottawa Fury              | 17  | 18 | 4  | 5 | 9  | 20 | 25 | -5   |
| 10   | Atlanta Silverbacks      | 13  | 18 | 3  | 4 | 11 | 20 | 30 | -10  |

### Résultats
| Résultats (▼dom., ►ext.)                                   | ATL | CAR | EDM | FTL | IND | MIN | NYC | OTT | SAS | TBR |
| Atlanta Silverbacks                                        |     | 0-2 | 1-0 | 2-2 | 1-2 | 1-1 | 1-2 | 0-3 | 0-1 | 1-1 |
| Carolina Railhawks                                         | 0-2 |     | 2-3 | 1-1 | 1-2 | 2-2 | 5-4 | 3-0 | 3-1 | 3-4 |
| FC Edmonton                                                | 2-1 | 3-0 |     | 2-1 | 0-1 | 2-1 | 1-1 | 0-0 | 3-1 | 1-0 |
| Fort Lauderdale Strikers                                   | 1-1 | 1-0 | 1-0 |     | 2-1 | 0-3 | 1-1 | 1-1 | 2-0 | 1-0 |
| Indy Eleven                                                | 2-4 | 0-1 | 1-1 | 0-0 |     | 2-0 | 2-2 | 1-2 | 1-0 | 1-2 |
| Minnesota United                                           | 1-0 | 1-0 | 3-2 | 2-1 | 5-1 |     | 0-0 | 2-1 | 0-1 | 1-1 |
| New York Cosmos                                            | 3-2 | 0-1 | 0-0 | 2-0 | 0-0 | 1-1 |     | 2-1 | 1-3 | 2-2 |
| Ottawa Fury                                                | 2-0 | 2-2 | 0-2 | 1-2 | 1-2 | 2-3 | 0-1 |     | 1-1 | 0-2 |
| San Antonio Scorpions                                      | 2-2 | 2-0 | 3-0 | 2-0 | 2-0 | 0-2 | 1-0 | 1-1 |     | 7-0 |
| Tampa Bay Rowdies                                          | 3-2 | 0-1 | 1-1 | 2-3 | 2-2 | 2-3 | 3-1 | 0-2 | 0-2 |     |
| - Victoire à domicile - Match nul - Victoire à l'extérieur |     |     |     |     |     |     |     |     |     |     |

## Soccer Bowl
Alors que la saison précédente avait introduit la scission du calendrier en deux parties, l'année 2014 est marquée par l'arrivée de demi-finales et d'une finale impliquant les deux champions saisonniers ainsi que les deux meilleurs non-champions au classement cumulé de la saison régulière.

### Classement combiné
| Rang | Équipe                   | Pts | J  | G  | N | P  | Bp | Bc | Diff |
| ---- | ------------------------ | --- | -- | -- | - | -- | -- | -- | ---- |
| 1    | Minnesota United         | 55  | 27 | 16 | 7 | 4  | 47 | 28 | +19  |
| 2    | San Antonio Scorpions    | 52  | 27 | 16 | 4 | 7  | 43 | 24 | +19  |
| 3    | New York Cosmos          | 42  | 27 | 11 | 9 | 7  | 37 | 27 | +10  |
| 4    | Fort Lauderdale Strikers | 40  | 27 | 11 | 7 | 9  | 38 | 39 | -1   |
| 5    | Carolina RailHawks       | 38  | 27 | 11 | 5 | 11 | 38 | 43 | -5   |
| 6    | FC Edmonton              | 37  | 27 | 10 | 7 | 10 | 34 | 29 | +5   |
| 7    | Tampa Bay Rowdies        | 30  | 27 | 7  | 9 | 11 | 36 | 50 | -14  |
| 8    | Ottawa Fury              | 27  | 27 | 7  | 6 | 14 | 34 | 38 | -4   |
| 9    | Indy Eleven              | 27  | 27 | 6  | 9 | 12 | 35 | 46 | -11  |
| 10   | Atlanta Silverbacks      | 23  | 27 | 6  | 5 | 16 | 32 | 50 | -18  |

- Franchise ayant remporté un championnat saisonnier
- Franchise qualifiée pour les séries éliminatoires

### The Championship
| 8 novembre 2014 | Minnesota United                                             | 1 - 1 4 - 5 t. a. b. | Fort Lauderdale Strikers                                |                                                                              |                                                                              |
| 19h00 EDT       | Ibarra 34e                                                   |                      | 90+1e Nuñez                                             | National Sports Center, Blaine Spectateurs : 6 113 Arbitrage : Fotis Bazakos | National Sports Center, Blaine Spectateurs : 6 113 Arbitrage : Fotis Bazakos |
| 19h00 EDT       | Mendes 50e                                                   | Rapport              | 83e Anderson · 87e Nuñez · 105e Marcelin · 118e Brito · | National Sports Center, Blaine Spectateurs : 6 113 Arbitrage : Fotis Bazakos | National Sports Center, Blaine Spectateurs : 6 113 Arbitrage : Fotis Bazakos |
| 19h00 EDT       | Venegas · Calvano · Ibarra · Vicentini · Campos · Pitchkolan | Tirs au but 4 - 5    | Hassan · Anderson · Picault · Núñez · Brito · Pecka     | National Sports Center, Blaine Spectateurs : 6 113 Arbitrage : Fotis Bazakos | National Sports Center, Blaine Spectateurs : 6 113 Arbitrage : Fotis Bazakos |

| 8 novembre 2014 | San Antonio Scorpions        | 2 - 1 a. p. | New York Cosmos |                                                                           |                                                                           |
| 20h30 EDT       | Castillo 19e · Restrepo 110e |             | 17e Stokkelien  | Toyota Field, San Antonio Spectateurs : 6 548 Arbitrage : Ricardo Salazar | Toyota Field, San Antonio Spectateurs : 6 548 Arbitrage : Ricardo Salazar |
| 20h30 EDT       | Castillo 55e · DeRoux 83e    | Rapport     |                 | Toyota Field, San Antonio Spectateurs : 6 548 Arbitrage : Ricardo Salazar | Toyota Field, San Antonio Spectateurs : 6 548 Arbitrage : Ricardo Salazar |

### Soccer Bowl
| 15 novembre 2014 | San Antonio Scorpions     | 2 - 1   | Fort Lauderdale Strikers |                                                                     |                                                                     |
| 20:30 EST        | Castillo 69e · Forbes 74e |         | 79e Ramírez              | Toyota Field, San Antonio Spectateurs : 7 847 Arbitrage : Ted Unkel | Toyota Field, San Antonio Spectateurs : 7 847 Arbitrage : Ted Unkel |
| 20:30 EST        | Gentile 84e · Hassli 88e  | Rapport |                          | Toyota Field, San Antonio Spectateurs : 7 847 Arbitrage : Ted Unkel | Toyota Field, San Antonio Spectateurs : 7 847 Arbitrage : Ted Unkel |

| Vainqueur du Soccer Bowl 2014 San Antonio Scorpions 1er titre |